# Список вбудованих команд bash

## Список вбудованих командbash
| Назва    | Параметри | Значення |
| -------- | --- | --- |
| source   | filename [arguments] | Читає та виконує команди з файлу filename в поточній конфігурації інтерпретатора та повертає код завершення останньої команди в файлі                                                                                          |
| alias    | [-p] [name[=value]...] | Alias без параметрів або з опцією -p друкує список посилань (alias) у форматі name=value на стандартний вихід. Якщо вказані аргументи командної строки, тоді alias створює посилання на кожне ім'я для якого вказано значення. |
| bg       | [jobspec] | Переводить процес [jobspec] у фоновий режим, наче він би був запущений з опцією &. Якщо команда запущена без аргумента, у фоновий режим переводиться поточна програма                                                          |
| bind     | [-m keymap] keyseq:function-name \| [-m keymap] -x keyseq:shell-command \| [-m keymap] -f filename \|[-m keymap] [-q function] [-u function] [-r keyseq] \| [-m keymap] [-lpsvPSV] | Прив'язує комбінацію клавіш до readline функції або макроса. Налаштування виконуються в файлі .inputrc |
| break    | [n] | Вихід з циклів for, while, until або select. Якщо зазначено [n], вихід з n рівнів. |
| builtin  | shell-builtin [arguments] | Виконує вбудовану в bash функцію замість системної |
| cd       | -P] [dir] | Зміна поточного каталога на dir. Якщо dir не вказано, значення цієї змінної береться з $HOME змінної. |
| command  | [-pVv] command [arg ...] | Запуск команди shell з придушенням нормального механізму пошуку. |
| compgen  | [option] word | Генерування можливих завершень команди відповідно до вказаних опцій. |
| complete | -pr [name ...] | Вказує можливі закінчення аргументів для введеної команди. |
| continue | [n] | Пропуск ітерації циклу for, while, until або select. Якщо зазначено [n], пропуск n разів. |
| declare  | [-afFirtx] [-p] [name[=value]] | Визначення змінної та присвоїння їй атрибутів. |
| typeset  | [-afFirtx] [-p] [name[=value]] | Визначення змінної та присвоїння їй атрибутів. |
| dirs     | [-clpv] [+n] [-n] | Показує список збережених директорій. |
| disown   | [-ar] [-h] [jobspec ...] | Видаляє кожний jobspec з таблиці активних завдань (jobs) |
| echo     | [-neE] [arg ...] | Виводить аргументи, розділені пробілами, за якими іде символ нового рядка |
| enable   | [-adnps] [-f filename] [name ...] | Активування та блокування вбудованих команд оболонки |
| eval     | [arg ...] | Читання аргументів та їх об'єднання в єдину команду. Дана команда потім зчитується та виконується оболонкою. Статус виходу команди повертається як значення eval.                                                              |
| exec     | [-cl] [-a name] [command [arguments]] | |
| exit     | [n] | Вихід з оболонки зі статусом n |
| export   | -p | Експорт змінних в оточення запускаємих команд |
| fc       | -s [pat=rep] [cmd] | виконує маніпуляції з історією команд |
| fg       | [jobspec] | Переводить процес в фоновий режим. Якщо процес не заданий, використовує поточний. |
| getops   | optstring name [args] | Використовується для розбору параметрів запуску скрипту |
| hash     | [-lr] [-p filename] [-dt] [name] | Запам'ятовує повний шлях до команди [name], тоб то її не потрібно більше шукати в $PATH при подальших викликах. |
| help     | [-s] [pattern] | Виводить довідкову інформацію по вбудованим функціям. |
| history  | -c \| -d offset \| -anrw [filename] \| -p arg [arg...] \| -s arg [arg...] | Виконує маніпуляції з історією команд |
| jobs     | [-lnprs] [ jobspec ... ] | Виводить список завдань |
| kill     | -n signum \| -sigspec] [pid \| jobspec] ... \| -l [sigspec \| exit_status] | Застосовується для завершення процесу. |
| let      | arg [arg ...] | |
| local    | [option] [name[=value] ...] | |
| logout   | | Вихід з оболонки |
| popd     | [-n] [+n] [-n] | Видалення директорії зі стеку директорій. Див. команду dirs |
| printf   | format [arguments] | Запис форматованих аргументів на стандартний вихід. |
| pushd    | [-n] [dir] | Додавання директорії в стек директорій. Див. команду dirs |
| pwd      | [-LP] | Друкує на стандартний канал виводу абсолютний шлях поточної робочої директорії |
| read     | [-ers] [-u fd] [-t timeout] [-a aname] [-p prompt] [-n nchars] [-d delim] [name ...]                                                                                               | Зі стандартного входу, або дескриптора файла fd зчитується один рядок. Кожному імені [name ...] по порядку присвоюються зчитані слова.                                                                                         |
| readonly | [-apf] [name ...] | Помічає змінну як доступну тільки на зчитування. |
| return   | [n] | Повертає значення функції [n] |
| set      | [--abefhkmnptuvxBCHP] [-o option] [arg ...] | Встановлює та змінює внутрішні змінні оболонки |
| shift    | [n] | |
| shopt    | [-pqsu] [-o] [optname ...] | Використовується для встановлення та зняття опцій додаткової поведінки оболонки. |
| suspend  | [-f] | Призупинити виконання поточної оболонки до отримання сигналу SIGCONT |
| test     | [ expr ] | Перевіряє тип файлу і порівнює значення |
| times    | | Друкує сукупний час користувача та системи для даної оболонки та процесів, запущених під цією оболонкої. |
| trap     | [-lp] [arg] [sigspec ...] | Виконує команду arg при отриманні процесом сигналу sigspec |
| type     | [-aftpP] name [name ...] | Вказує на тип змінної (alias, keyword, function, builtin or file) |
| ulimit   | [-SHacdflmnpstuv [limit]] | Забезпечує контроль над ресурсами для оболонки та процесами, запущеними під нею, на системах, що дозволяють такий контроль. |
| umask    | [-p][-S][mode] | Встановлення режиму(mode) для створеного користувачем файлу. |
| unalias  | [-a] [name] | Видаляє кожне ім'я зі списку посилань |
| unset    | [-fv] [name...] | Для кожного імені видалити відповідну їй змінну або функцію. Якщо не задано жодної опції або тільки -v, тоді кожне ім'я відноситься до змінної оболонки                                                                        |
| wait     | [n] | Чекає специфічний процес та повертає його код завершення. n може бути ідентифікатором процесу або завдання. |